# Olympique rémois tennis de table
 (septembre 2012).
Si vous disposez d'ouvrages ou d'articles de référence ou si vous connaissez des sites web de qualité traitant du thème abordé ici, merci de compléter l'article en donnant les références utiles à sa vérifiabilité et en les liant à la section « Notes et références ».
L'Olympique rémois tennis de table (couramment appelé ORTT), est un club français de tennis de table situé à Reims.

## Histoire du club

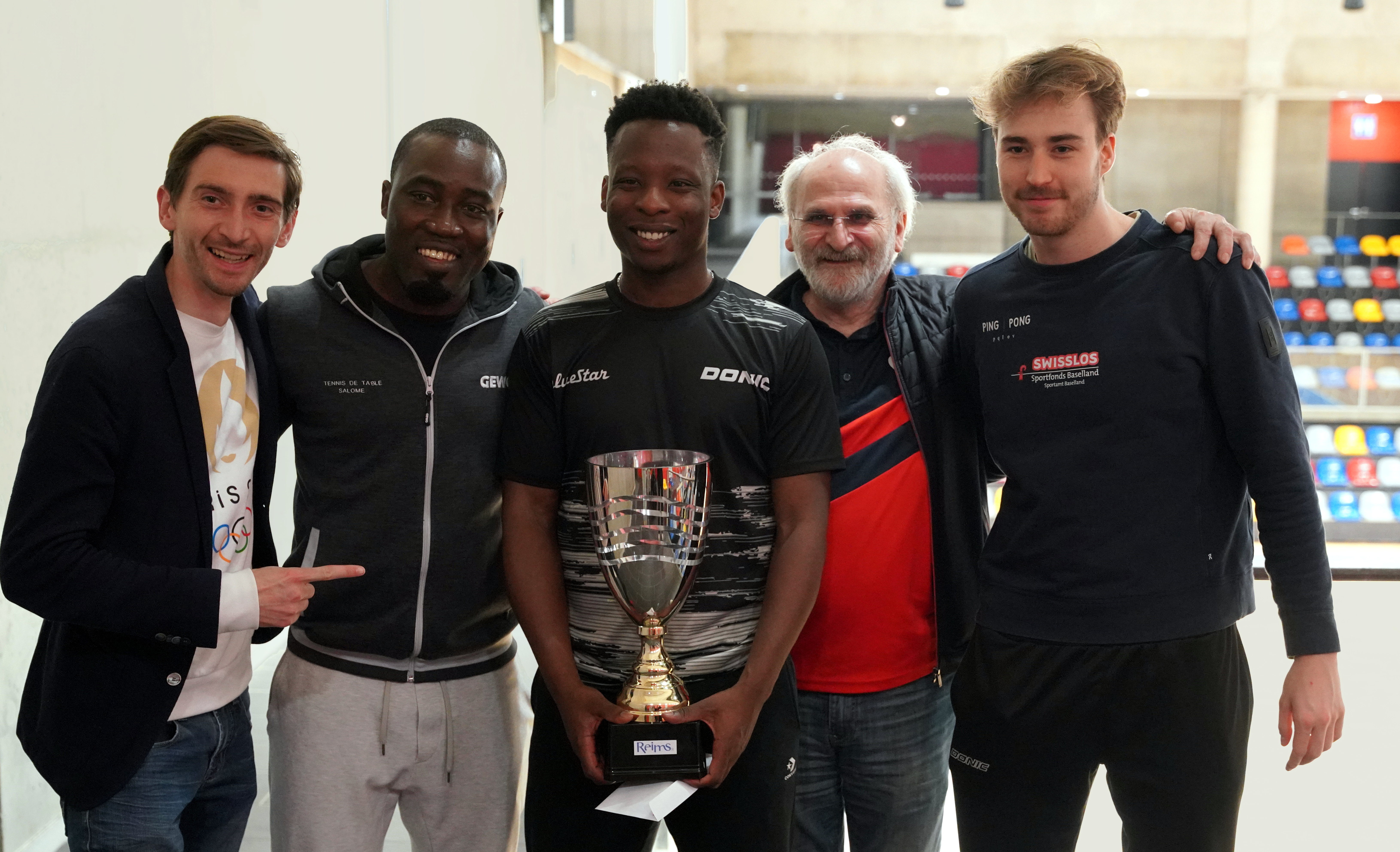
Abdel-Kader Salifou vainqueur du 32e Grand Prix de la Ville de Reims.

### 1946-1988
En 1946, Charles Artaud créé la section Ping-Pong de l'AS Goulet Turpin, le club est affilé à la FFTT 3 ans plus tard tandis que plusieurs joueurs du Central de Reims, l'autre club pongiste de Reims dissout cette année, rejoignent l'ASGT. En 1957, les deux équipes fanions de l'Olympique Rémois Ping-Pong, nouvel appellation du club, accèdent ensemble au niveau national pour y rester 15 ans consécutifs. 3 ans plus tard, l'équipe fanion masculine se qualifie pour la première Coupe d'Europe de l'histoire. Battant Bruxelles au premier tour, le club s'incline à domicile contre Stuttgart.
Les hommes participeront également à deux finales nationalesEn 1974, L’AS Goulet Turpin organise à Reims (rue Jeanne d’Arc) une rencontre internationale juniors, France - Pays-Bas, remportée par la France. 10 ans plus tard, l'équipe féminine retrouve le National et va y rester 13 années durant. Elles participent également à deux finales nationales.

### Depuis 1989: L'ORTT
15 ans plus tard, les dirigeants modifient les statuts du club qui devient l'Olympique rémois tennis de table. Ce n'est que 3 ans plus tard que le club prend un nouvel élan sportif en faisant accéder son équipe masculine en Nationale 2 (en 1992, l'année où son capitaine, Philippe Roiné, sera vice-champion par équipe aux Jeux Paralympiques de Barcelone). Niveau que vont rejoindre les féminines en 2000. Les deux équipes fanions masculines et féminines accèdent ensemble à la Nationale 1 trois ans plus tard. Les féminines, avec l'arrivée de Ye Jianqing, ne s'arrêtent pas là et accèdent à la Pro B l'année suivante (2004), titre de Vice-Championnes de France de Nationale 1 en poche. Pour des raisons financières, le club refuse l'accession. Mais les féminines remontent en Pro B en 2006 avec un deuxième titre de Vice-Championnes de France et réussissent l'exploit de monter en Pro A l'année suivante avec encore un titre de Vice-Championnes de France de Pro B cette fois-ci (avec Ye Jianqing, Cécile Ozer, Dieniouma Coulibaly). Elles deviennent en 2007 la première équipe féminine de Champagne-Ardenne à accéder à l'élite. Elles n'y resteront qu'une année et jouent dès lors les premiers rôles en Pro B. Malheureusement, le club doit arrêter la Pro B en 2010. Le club dispute le Challenge National Bernard Jeu dans les années 2000 et finit dans le Top 10 à plusieurs reprises après avoir remporté l'échelon régional (8e en 2003, 6e en 2004, 9e en 2005). En 2004, le DTN, Michel Gadal, intègre deux joueurs formés au club au Groupe France Promotion. Aujourd'hui, l'équipe fanion hommes qui compte dans ses rangs Lucas Créange, champion du monde en sport adapté, évolue en Nationale 2.
L'ORTT n'a connu que quatre présidents: Charles Artaud (1946-2003), Albert Gauvin (2003-2006), Thierry Cézard (2006-2009), Eric Coehlo (2009-2017), puis, à nouveau Albert Gauvin (2017-...).

### En images

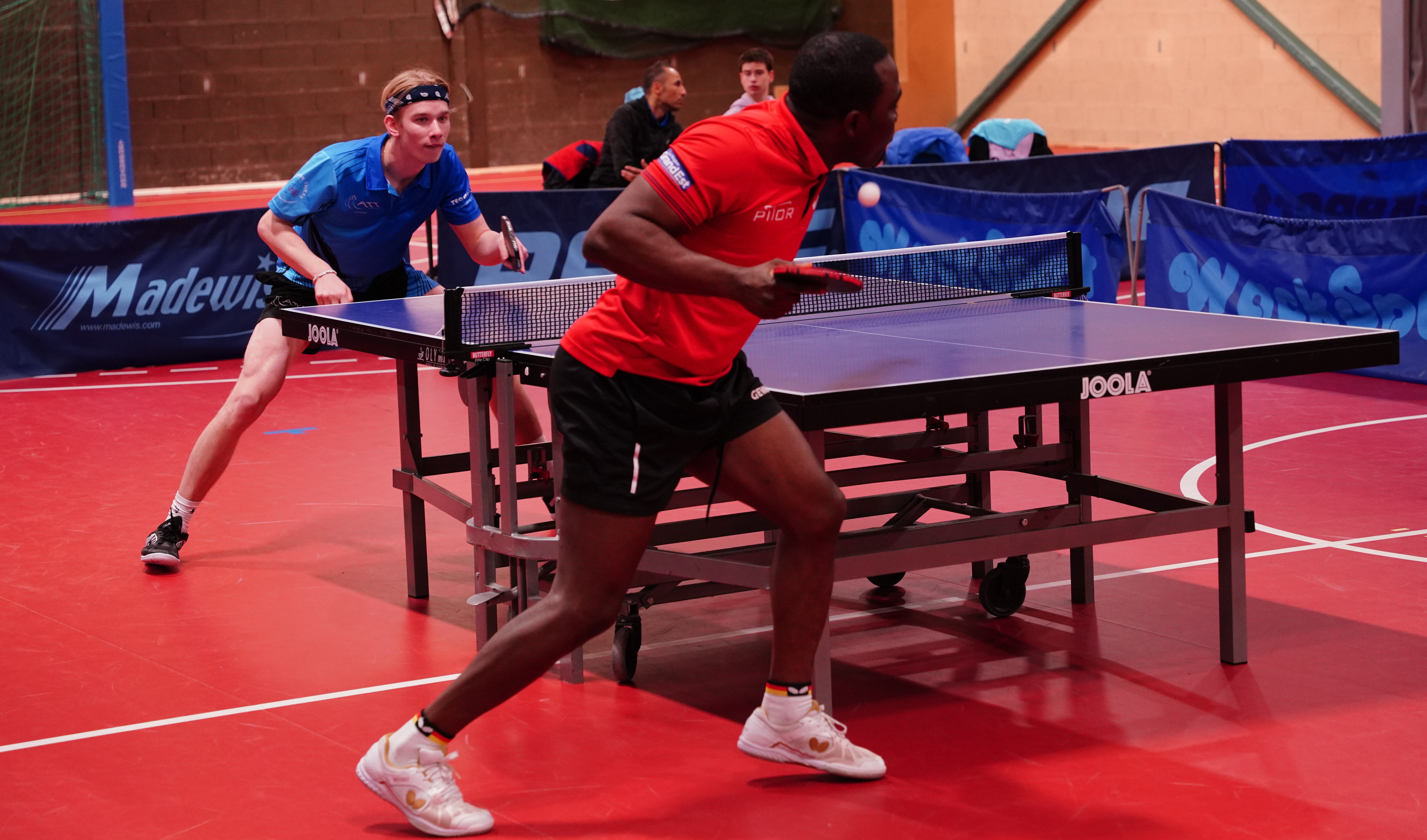
Bode Kayode.
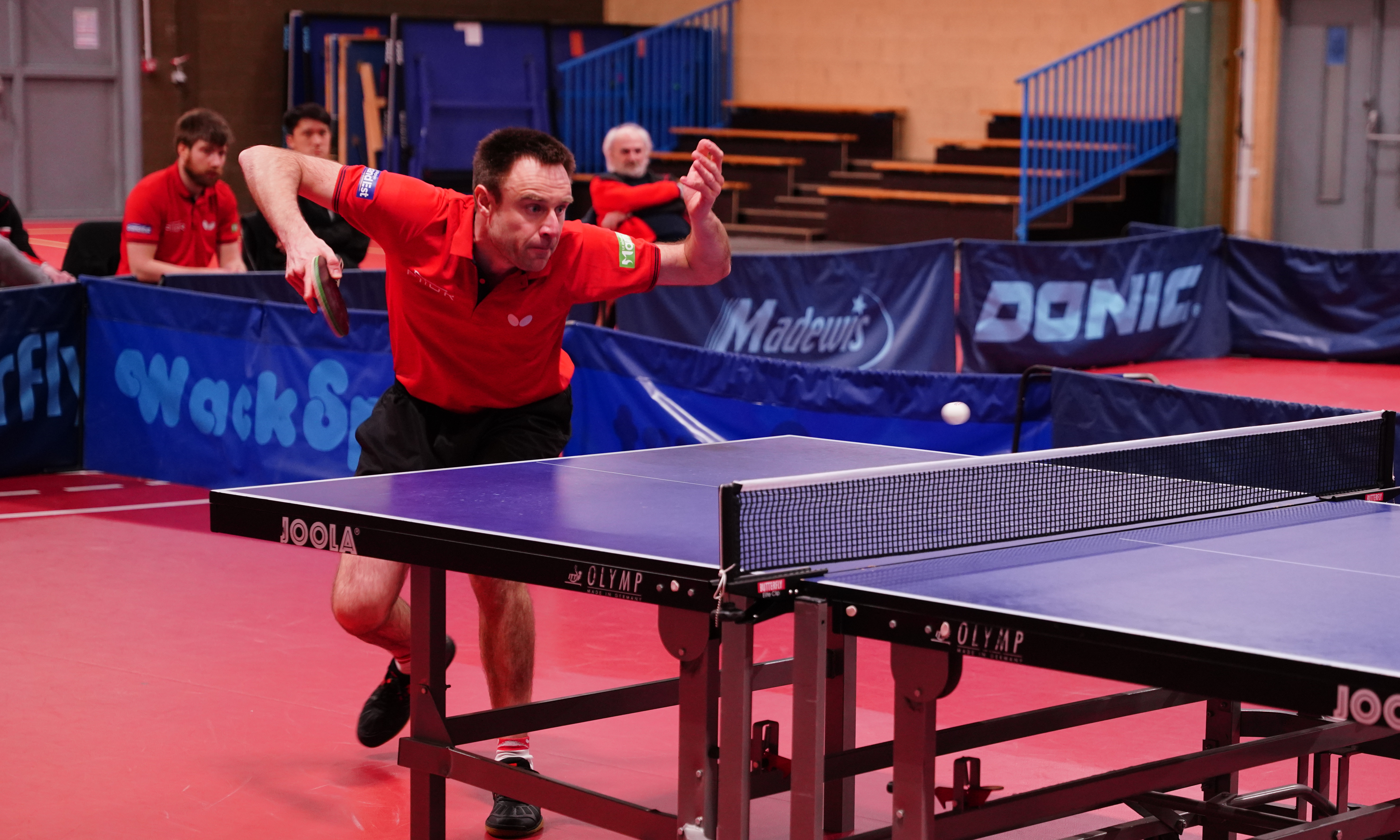
Maxime Boehler
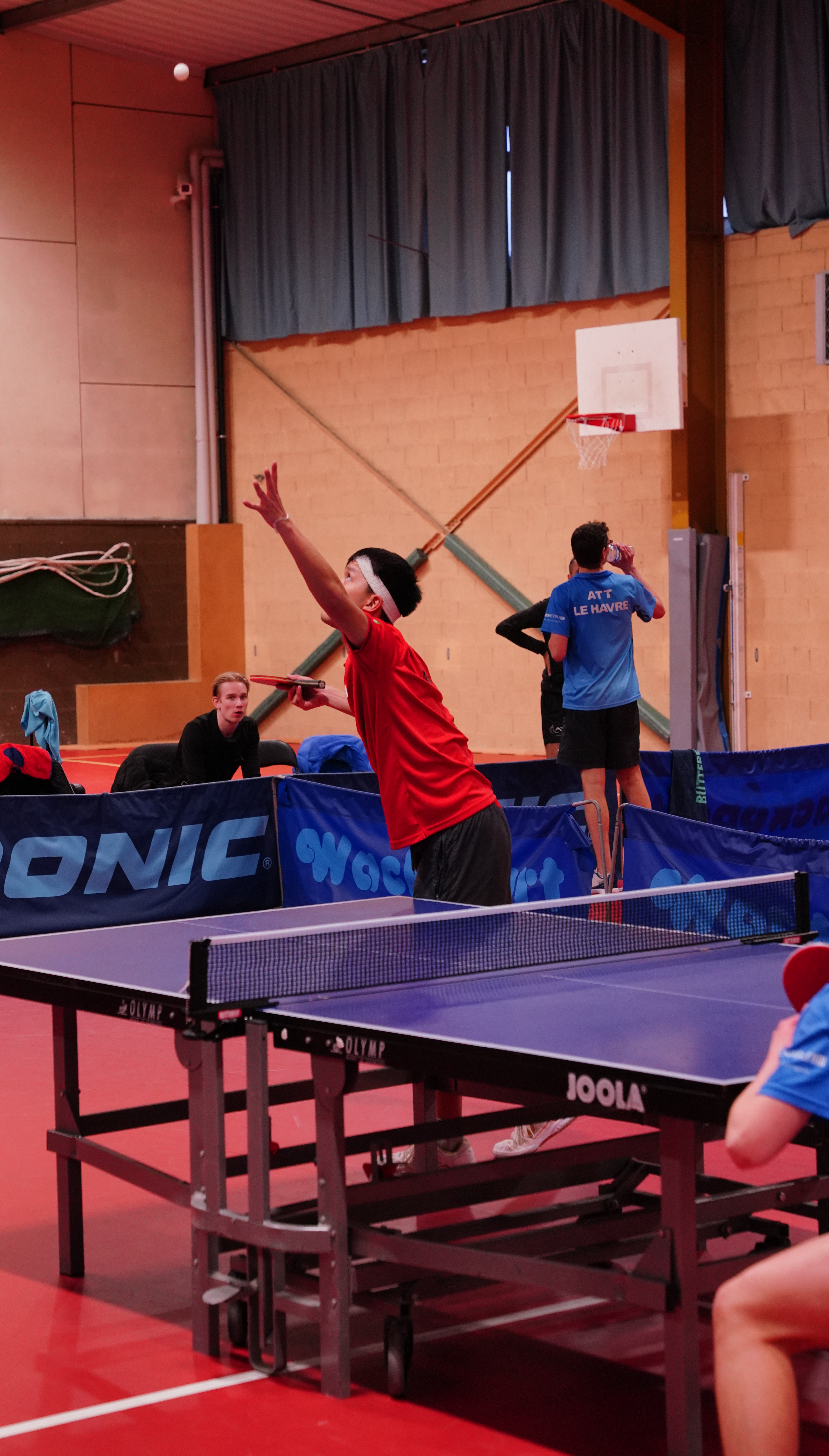
Jiahong Chen Diogo.
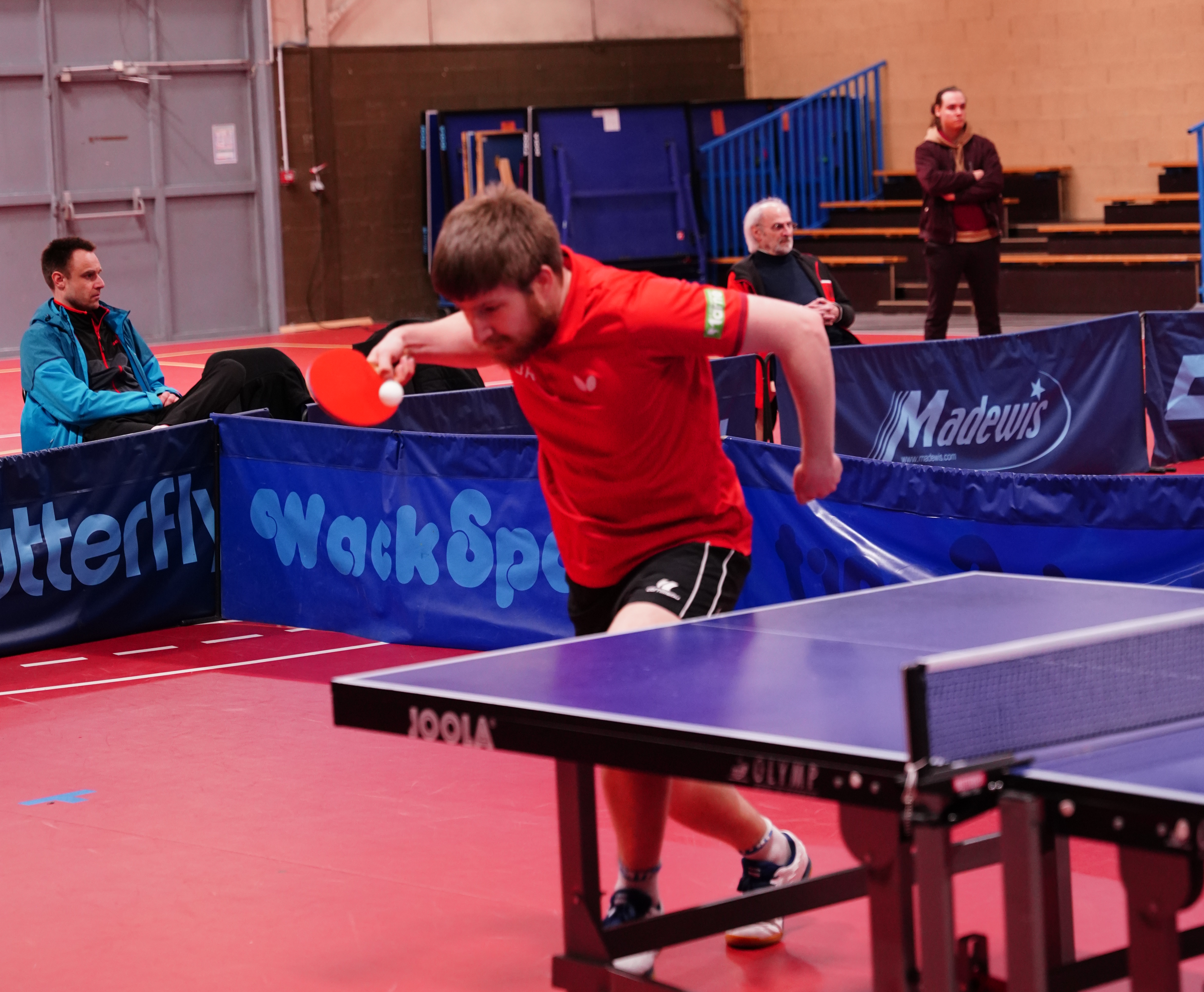
Lucas Créange.

## Palmarès
- Vice-Championnes de France de Pro B en 2007
- Vainqueur du Challenge Bernard Jeu Régional de 2002 à 2006.